# Scott Brown (Politiker)

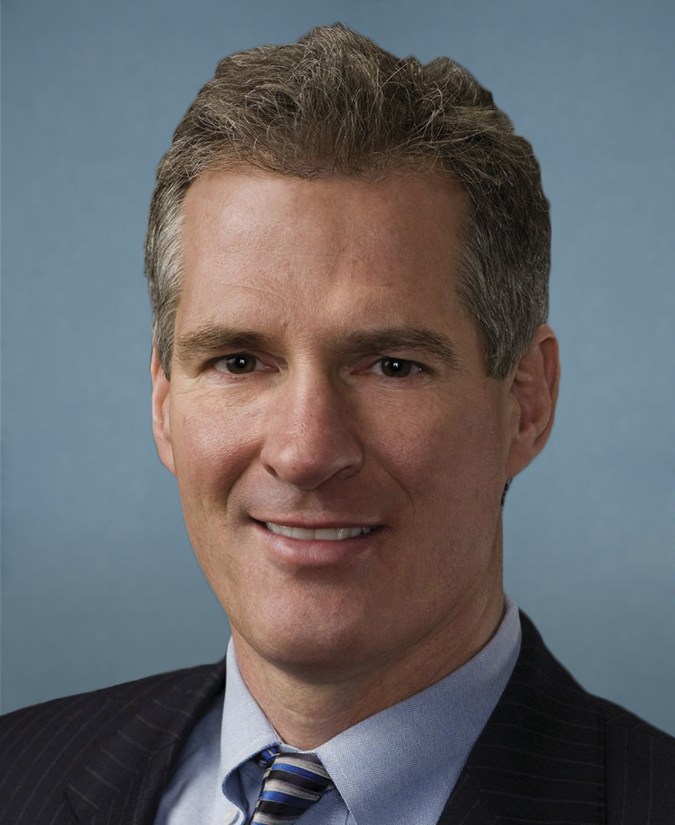
Scott Brown

Ergebnisse der Nachwahl in Massachusetts 2010

Scott Philip Brown (* 12. September 1959 in Kittery, York County, Maine) ist ein US-amerikanischer Politiker der Republikanischen Partei. Von 2010 bis 2013 vertrat er als Nachfolger von Ted Kennedy den Bundesstaat Massachusetts im US-Senat. Er bewarb sich 2014 erfolglos in New Hampshire für den US-Senat und ist immer wieder für politische Führungspositionen im Gespräch. Von 2017 bis 2020 war er Botschafter der Vereinigten Staaten für Neuseeland und Samoa.

## Familie, Ausbildung und Beruf
Nachdem seine Eltern sich hatten scheiden lassen, wuchs Scott Brown in Wakefield (Massachusetts) bei seinen Großeltern und einer Tante auf. Er besuchte die Wakefield High School und studierte dann an der Tufts University Geschichte. Nebenbei arbeitete er als Model; als er für die Zeitschrift Cosmopolitan fotografiert worden war, zog er für zwei Jahre nach New York, ließ sich von der Modelagentur Wilhelmina betreuen und begann an der Benjamin N. Cardozo School of Law Kurse zu besuchen. Anschließend absolvierte er die Law School des Boston College.
Mit 19 Jahren trat er in die Nationalgarde seines Heimatstaates Massachusetts ein und diente dort bis 2014, zuletzt als Colonel. Brown gehört im Rang eines Oberstleutnants dem Judge Advocate General’s Corps an. Er ist als Rechtsanwalt mit dem Spezialgebiet Familienrecht tätig.
Brown ist mit der Fernseh-Journalistin Gail Huff verheiratet. Sie haben zwei Töchter, deren ältere Ayla (geb. 1988) bei der Talentshow American Idol in der fünften Staffel 2006 auftrat. Er gehört der calvinistischen Christian Reformed Church in North America an.

## Politische Karriere
Seine politische Karriere begann Scott Brown 1995 als Stadtrat in Wrentham. Anschließend war er ab 1998 für drei Wahlperioden Mitglied des Repräsentantenhauses von Massachusetts und wurde 2004 in den Senat von Massachusetts gewählt, dem er bis 2010 angehörte.

### US-Senator für Massachusetts
Von Januar 2010 bis Januar 2013 war Brown gewählter Vertreter des Bundesstaates Massachusetts im US-Senat. Nach dem Tod von Edward Kennedy, der als Galionsfigur der politischen Linken den Senatssitz 47 Jahre lang gehalten hatte, war am 19. Januar 2010 eine Nachwahl notwendig geworden. Bei dieser setzte sich Brown mit 52 zu 47 Prozent der Wählerstimmen gegen die demokratische Bewerberin Martha Coakley, Attorney General des Staates, durch, was von vielen Beobachtern als Votum gegen die Gesundheitsreform Präsident Obamas gedeutet wurde. Damit war er der erste Republikaner seit Edward Brooke im Jahr 1972, der für Massachusetts in den Senat gewählt wurde, sowie das erste Mitglied seiner Partei aus Massachusetts im Kongress seit 1997. Mit Browns Mandatsantritt im Februar 2010 verloren die Demokraten im US-Senat ihre weitreichende Mehrheit („super majority“) von 60 Sitzen, die Gesetzgebung ohne Hinderungsmöglichkeit durch Filibuster der Opposition ermöglichte und damit die Umsetzung von Obamas weitreichenden Reformplänen erschwerte.
Da die mit der Wahl von Edward Kennedy im Januar 2007 begonnene Wahlperiode seines Senatssitzes im Januar 2013 endete, musste Brown diesen bei der Senatswahl am 6. November 2012 verteidigen und unterlag seiner demokratischen Herausforderin Elizabeth Warren. Er schied am 3. Januar 2013 aus dem Senat aus.

### Bewerbung als US-Senator für New Hampshire und Spekulationen
Brown blieb weiterhin in den Medien präsent und war immer wieder im Gespräch für weitere politische Ämter. So galt er durch das Ausscheiden John Kerrys aus dem US-Senat im Januar 2013 als Wunschkandidat vieler Republikaner, um den frei werdenden Sitz bei der Nachwahl im Juni 2013 zu erobern, was er ablehnte; in den folgenden Monaten nährte er hingegen Spekulationen, dass er bei der Wahl 2014 gegen die demokratische US-Senatorin Jeanne Shaheen im Nachbarstaat New Hampshire oder im selben Jahr für die Nachfolge Deval Patricks im Amt des Gouverneurs von Massachusetts antreten werde.
Brown entschied sich schließlich für eine Kandidatur in New Hampshire. Dort setzte er in einem hart umkämpften Rennen die demokratische Amtsinhaberin Jeanne Shaheen stark unter Druck, indem er die Wahl wie schon 2010 zu einem Referendum über die unpopuläre Politik Präsident Obamas erklärte und die Themen Terrorismus, Grenzsicherung und innere Sicherheit emotionalisierte, verlor die Wahl im November 2014 jedoch knapp mit 48,6 zu 51,4 Prozent der Stimmen. Er wäre der dritte US-Senator gewesen, der mehr als einen Bundesstaat repräsentiert, und der erste in über einem Jahrhundert.
Anfang 2016 brachte der in den Umfragen führende republikanische Kandidat für die US-Präsidentschaftswahl im November 2016, Donald Trump, Brown als möglichen Kandidaten für die Vizepräsidentschaft und seinen Running Mate ins Gespräch. Wenige Tage vor der Primary in New Hampshire, der zweiten Abstimmung im Nominierungsprozess für den republikanischen Präsidentschaftskandidaten, kam es zu einem Endorsement Browns für Trump, der bereits im Dezember 2015 einen gemeinsamen Auftritt in Trumps Wahlkampf gemacht hatte.

### Botschafter in Neuseeland
Mitte April gab das Weiße Haus bekannt, dass Präsident Trump Scott Brown als Botschafter der Vereinigten Staaten in Neuseeland nominiert; die Bestätigung durch den Senat erfolgte im Juni. Dabei erhielt Brown auch die Stimmen der demokratischen Senatorinnen Elizabeth Warren und Jeanne Shaheen; gegen beide hatte er zuvor bei Senatswahlen kandidiert. Im Oktober gab er bekannt, dass er Gegenstand einer Untersuchung durch das US-Außenministerium war, nachdem er bei einem Besuch in Samoa missverständliche Komplimente geäußert hatte.

## Politische Positionen
Brown gilt als zentristischer Republikaner mit gemäßigten Positionen in gesellschaftspolitischen Fragen. So setzt er sich für das Recht auf Abtreibung ein (Pro-Choice) und für ein Schusswaffenverbot. Zugleich kultiviert er das Image eines nahbaren Normalbürgers und ist als volksnah, aber auch populistisch in seinem Auftreten beschrieben worden.

## Schriften
- Against All Odds: My Life of Hardship, Fast Breaks, and Second Chances. Harper, New York 2011.